# سیارک ۱۷۸۵۵
سیارک ۱۷۸۵۵ (به انگلیسی: 17855 Geffert، نامگذاری:1998KK) هفده هزار و هشتصد و پنجاه و پنجمین سیارک کشف شده‌است که در ۱۹ مه ۱۹۹۸ کشف شد.
قدر مطلق سیارک برابر ۱۲٫۵۰ است.